# (32164) 2000 NW4
2000 NW4 (asteroide 32164) é um asteroide da cintura principal. Possui uma excentricidade de 0.19206070 e uma inclinação de 14.10042º.
Este asteroide foi descoberto no dia 7 de julho de 2000 por LINEAR em Socorro.